# Billie Jean King Cup
Billie Jean King Cup (hoặc BJK Cup) là một giải đấu đồng đội quốc tế hàng đầu ở quần vợt nữ, ra mắt vào năm 1963 với tên gọi là Federation Cup để chào mừng năm thành lập thứ 50 của Liên đoàn quần vợt Quốc tế (ITF). Giải đấu được đổi tên là Fed Cup vào năm 1995 và đổi tên lần nữa vào tháng 9 năm 2020 để vinh danh cựu số 1 thế giới Billie Jean King.
Giải đấu tương đương của các vận động viên nam là Davis Cup. Cộng hòa Séc, Úc, Nga và Hoa Kỳ là những quốc gia đã tổ chức cả hai giải Cup trong cùng một năm.

## Lịch sử
Federation Cup lần đầu tiên thu hút được 16 đội chơi, không có tiền thưởng và các đội phải tự lo chi phí của mình. Sau đó, nhiều công ty nhận tài trợ cho giải đấu làm tăng đáng kể số đội chơi, lần đầu do Colgate tài trợ năm 1976, đến năm 1981-1994 giải đấu được NEC tài trợ. Năm 1994, đã có 73 quốc gia tham gia tranh tài.
Số đội chơi gia tăng dẫn đến việc tạo ra các cuộc thi vòng loại khu vực vào năm 1992, và sau đó vào năm 1995, Federation Cup đã thông qua một thể thức mới và rút ngắn tên gọi là Fed Cup. Thể thức thi đấu đã được điều chỉnh nhiều lần kể từ năm 1995, thể thức hiện nay được giới thiệu vào năm 2005.

## Cấu trúc hiện tại
| Level | Nhóm | Nhóm                                  | Nhóm                                      |
| ----- | --- | ------------------------------------- | ----------------------------------------- |
| 1     | Nhóm Thế giới I 8 quốc gia | Nhóm Thế giới I 8 quốc gia            | Nhóm Thế giới I 8 quốc gia                |
|       | Playoff Nhóm Thế giới II 4 quốc gia từ Nhóm Thế giới I + 4 quốc gia từ Nhóm Thế giới II                                                                                     |                                       |                                           |
| 2     | Nhóm Thế giới II 8 quốc gia | Nhóm Thế giới II 8 quốc gia           | Nhóm Thế giới II 8 quốc gia               |
|       | Playoff Nhóm Thế giới II 4 quốc gia từ Nhóm Thế giới II + 2 quốc gia từ Châu Âu/Châu Phi Nhóm I + 1 quốc gia từ Châu Mỹ Nhóm I + 1 quốc gia từ Châu Á/Châu Đại Dương Nhóm I |                                       |                                           |
| 3     | Châu Mỹ Nhóm I 8 quốc gia | Châu Âu/Châu Phi Nhóm I 14 quốc gia   | Châu Á/Châu Đại Dương Nhóm I 8 quốc gia   |
| 4     | Châu Mỹ Nhóm II 10 quốc gia | Châu Âu/Châu Phi Nhóm II 8 quốc gia   | Châu Á/Châu Đại Dương Nhóm II 13 quốc gia |
| 5     | | Châu Âu/Châu Phi Nhóm III 22 quốc gia |                                           |

## Số liệu thống kê

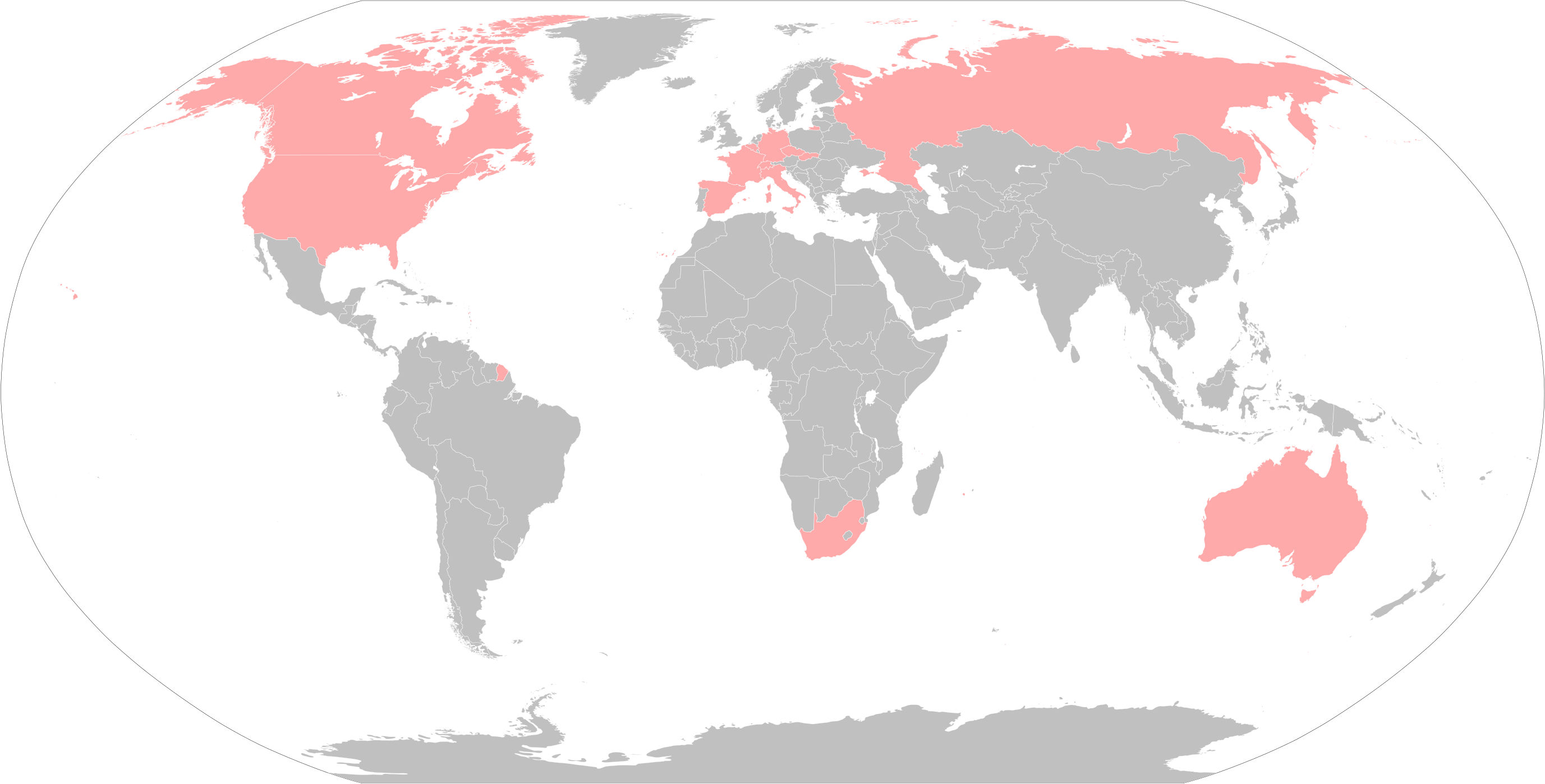
Vô địch Fed Cup

| Quốc gia                 | Năm chiến thắng                                                                                           | Á quân                                                                |
| ------------------------ | --- | --------------------------------------------------------------------- |
| Hoa Kỳ                   | 1963, 1966, 1967, 1969, 1976, 1977, 1978, 1979, 1980, 1981, 1982, 1986, 1989, 1990, 1996, 1999, 2000 (17) | 1964, 1965, 1974, 1985, 1987, 1991, 1994, 1995, 2003, 2009, 2010 (11) |
| Tiệp Khắc · Cộng hòa Séc | 1975, 1983, 1984, 1985, 1988, 2011, 2012, 2014 (8)                                                        | 1986 (1)                                                              |
| Úc                       | 1964, 1965, 1968, 1970, 1971, 1973, 1974 (7)                                                              | 1963, 1969, 1975, 1976, 1977, 1978, 1979, 1980, 1984, 1993 (10)       |
| Tây Ban Nha              | 1991, 1993, 1994, 1995, 1998 (5)                                                                          | 1989, 1992, 1996, 2000, 2002, 2008 (6)                                |
| Liên Xô · Nga            | 2004, 2005, 2007, 2008 (4)                                                                                | 1988, 1990, 1999, 2001, 2011, 2013 (6)                                |
| Ý                        | 2006, 2009, 2010, 2013 (4)                                                                                | 2007 (1)                                                              |
| Tây Đức · Đức            | 1987, 1992 (2)                                                                                            | 1966, 1970, 1982, 1983, 2014 (5)                                      |
| Pháp                     | 1997, 2003 (2)                                                                                            | 2004, 2005 (2)                                                        |
| Nam Phi                  | 1972 (1)                                                                                                  | 1973 (1)                                                              |
| Bỉ                       | 2001 (1)                                                                                                  | 2006 (1)                                                              |
| Slovakia                 | 2002 (1)                                                                                                  | (0)                                                                   |
| Anh Quốc                 | (0) | 1967, 1971, 1972, 1981 (4)                                            |
| Hà Lan                   | (0) | 1968, 1997 (2)                                                        |
| Thụy Sĩ                  | (0) | 1998 (1)                                                              |
| Serbia                   | (0) | 2012 (1)                                                              |

## Thứ hạng hiện tại
| Top 25 Rankings ngày 10 tháng 11 năm 2014 | Top 25 Rankings ngày 10 tháng 11 năm 2014 | Top 25 Rankings ngày 10 tháng 11 năm 2014 | Top 25 Rankings ngày 10 tháng 11 năm 2014 |
| Rank                                      | Change                                    | Team                                      | Points                                    |
| ----------------------------------------- | ----------------------------------------- | ----------------------------------------- | ----------------------------------------- |
| 1                                         | Giữ nguyên                                | Cộng hòa Séc                              | 35,535.00                                 |
| 2                                         | Giữ nguyên                                | Ý                                         | 21,182.50                                 |
| 3                                         | Giữ nguyên                                | Nga                                       | 14,560.00                                 |
| 4                                         | Giữ nguyên                                | Đức                                       | 14,140.00                                 |
| 5                                         | Giữ nguyên                                | Úc                                        | 7,630.00                                  |
| 6                                         | Giữ nguyên                                | Serbia                                    | 6,117.50                                  |
| 7                                         | Giữ nguyên                                | Ba Lan                                    | 6,060.00                                  |
| 8                                         | Giữ nguyên                                | Canada                                    | 5,862.50                                  |
| 9                                         | Giữ nguyên                                | Pháp                                      | 5,125.00                                  |
| 10                                        | Giữ nguyên                                | Slovakia                                  | 5,010.00                                  |
| 11                                        | Giữ nguyên                                | Argentina                                 | 3,900.00                                  |
| 12                                        | Giữ nguyên                                | Tây Ban Nha                               | 3,750.00                                  |
| 13                                        | Giữ nguyên                                | Thụy Sĩ                                   | 3,457.50                                  |
| 14                                        | Giữ nguyên                                | Hoa Kỳ                                    | 3,450.00                                  |
| 15                                        | Giữ nguyên                                | Thụy Điển                                 | 3,445.00                                  |
| 16                                        | Giữ nguyên                                | România                                   | 3,170.00                                  |
| 17                                        | Giữ nguyên                                | Hà Lan                                    | 3,122.50                                  |
| 18                                        | Giữ nguyên                                | Nhật Bản                                  | 2,452.50                                  |
| 19                                        | Giữ nguyên                                | Brasil                                    | 2,312.50                                  |
| 20                                        | Giữ nguyên                                | Anh Quốc                                  | 2,147.50                                  |
| 21                                        | Giữ nguyên                                | Thái Lan                                  | 2,102.50                                  |
| 22                                        | Giữ nguyên                                | Kazakhstan                                | 2,047.50                                  |
| 23                                        | Giữ nguyên                                | Paraguay                                  | 1,977.50                                  |
| 24                                        | Giữ nguyên                                | Belarus                                   | 1,857.50                                  |
| 25                                        | Giữ nguyên                                | Bỉ                                        | 1,785.00                                  |